# Conidiobolus thromboides
Conidiobolus thromboides är en svampart som beskrevs av Drechsler 1953. Conidiobolus thromboides ingår i släktet Conidiobolus och familjen Ancylistaceae.   Inga underarter finns listade i Catalogue of Life.